# ممشقة شعراء
ممشقة شعراء (الاسم العلمي: Dipsacus pilosus) هو نوع من النباتات يتبع جنس الممشقة من الفصيلة المعزية الورق.